# Zheng Jun-yi
Zheng Jun-yi (chinesisch 鄭俊懿, Pinyin Zheng Junyi; * 24. Januar 1991) ist eine ehemalige chinesische Tennisspielerin.

## Karriere
Zheng spielte hauptsächlich Turniere auf der ITF Women’s World Tennis Tour, wo sie einen Titel im Doppel gewinnen konnte.

## Turniersiege

### Doppel
| Nr. | Datum    | Turnier | Kategorie   | Belag     | Partnerin    | Finalgegnerinnen               | Ergebnis |
| --- | -------- | ------- | ----------- | --------- | ------------ | ------------------------------ | -------- |
| 1.  | Mai 2011 | Jakarta | ITF $10.000 | Hartplatz | Zhang Kailin | Bella Destriana Nadya Syarifah | 6:2, 6:4 |